# Cardolan
Cardolan es un reino ficticio perteneciente al legendarium del escritor británico J. R. R. Tolkien, y cuya historia aparece en los apéndices de El Señor de los Anillos. Junto con Arthedain y Rhudaur, es uno de los tres reinos en los que el de Arnor fue dividido por los hijos de su décimo rey, Eärendur, tras su muerte. Cardolan pervivió desde el año 861 T. E. hasta la Gran Plaga del año 1636 T. E.

## Etimología
Cardolan parece ser una palabra sindarin que significa Tierra de las colinas rojas.

## Límites y ciudades
Los límites de Cardolan se extendían desde el río Brandivino (Baranduin) al oeste hasta el río Agua Gris (Gwathló) al Este y al Sur. Su límite Norte era el Gran Camino del Este, pero Cardolan también reclamaba el control de las Colinas del Viento, bajo el gobierno de Arthedain, al igual que las reclamaba Rhudaur. La causa del conflicto era en realidad que en la fortaleza de Amon Sûl, situada en una de esas colinas, estaba uno de los valiosos Palantiri.
Las principales localizaciones de Cardolan eran Tharbad, Tyrn Gorthad y Amon Sûl (en disputa).

## Historia de Cardolan
En el año 1050 TE, el grupo de hobbits conocido como los Pelosos cruzó las Montañas Nubladas y se asentó en las Quebradas del Sur, al oeste de Cardolan. Los Albos les siguieron unos años después.
Hacia el año 1349 TE, el rey Argeleb I de Arthedain reclamó el trono de Cardolan, al haberse extinguido el linaje real Dúnadan de Cardolan. Los nobles de Cardolan rechazaron esta pretensión al trono.
Sin embargo, cuando surgió el reino de Angmar al norte de Eriador, Cardolan se convirtió en el aliado más valioso de Arthedain, y entre ambos reinos tuvieron que enfrentarse a los ejércitos unidos de Angmar y Rhudaur, ya que este último reino había caído bajo la influencia del Rey Brujo. En 1356 TE Argeleb I estaba ganando la partida a Rhudaur. Durante un tiempo Cardolan y Arthedain parecieron tener al mismo Angmar contra las cuerdas, pero en 1409 TE un gran ejército proveniente de Angmar penetró en Cardolan, conquistó la Cima de los Vientos y devastó el país. Arthedain fue de poca ayuda, porque ese reino también estaba siendo atacado. El último rey de Cardolan murió en este conflicto, y casi todo el reino fue invadido. Mientras Arthedain logró recuperar parte de su poder tras este envite, los Dúnedain de Cardolan debieron atrincherarse en las Tyrn Gorthad, abandonando el resto del país a las hordas de Angmar.
En 1636 TE, llegó a Cardolan desde el Sur la Gran Peste, que mató a la mayor parte de los habitantes de Cardolan, particularmente los de la región de Minhiriath, y los Dúnedain atrincherados en las Tyrn Gorthad desaparecieron definitivamente. El rey Brujo aprovechó esto para infestar sus tumbas con espíritus malignos, tumularios, de tal manera que la región se convirtió en un lugar siniestro conocido como las Quebradas de los Túmulos.
Hacia el final de la Tercera Edad del Sol, los Dúnedain de Cardolan sólo eran un vago y lejano recuerdo, mantenido en forma espectral en las Quebradas de los Túmulos, la población superviviente en los siglos siguientes estaba aislada a lo largo del camino hacia el Sur y en Tharbad y era muy pequeña.
En el 2912 TE, unas grandes inundaciones devastaron el valle del Gwathló, destruyendo Tharbad, que hasta entonces se había mantenido como una decadente ciudad autónoma.
- Datos: Q2342795